# Gondoriz (Arcos de Valdevez)
Gondoriz ist eine Gemeinde (Freguesia) im nordportugiesischen Kreis Arcos de Valdevez. In ihr leben 861 Einwohner (Stand 19. April 2021).